# Quillaja saponaria
Quillaja saponaria là một loài thực vật có hoa trong họ Quillajaceae. Loài này được Molina miêu tả khoa học đầu tiên năm 1782.